# Tamboril (planta)
O tamboril (Enterolobium maximum Ducke) é uma árvore pertencente à família Fabaceae. É de origem brasileira, típica das matas da região do Pará, Pernambuco, Acre,Bahia e Mato Grosso. É uma árvore frondosa, sem cheiro, de cerne marrom-claro a cinza-rosado. Ao contrário das madeiras-de-lei, é suscetível ao ataque de fungos, cupins e insetos de madeira seca. Apesar disso, é muito utilizada na fabricação de objetos como móveis, brinquedos e artigos decorativos, pois é de fácil manejo e acabamento.
Outros nomes populares: fava-bolacha, fava-orelha-de-negro, fava-tamboril, faveira-grande, monjobo, timbaúba.